# Euxoa incognita
Euxoa incognita är en fjärilsart som beskrevs av Smith 1893. Euxoa incognita ingår i släktet Euxoa och familjen nattflyn. Inga underarter finns listade i Catalogue of Life.